# فندق ريوغيونغ
فندق ريوغيونغ يقع فندق «ريوغيونغ» ذو 105 طابق الذي يصل طوله 330 متر في مدينة بيونغيانغ في كوريا الشمالية وقد بدأ البناء في الفندق عام 1987 وكان من المخطط أن ينتهي في عام 1989 ولكن بنائه لم يكتمل حتى الآن. فبعد عدة تأخيرات توقف بناء الفندق كليا في عام 1992، و كان لانهيار الاتحاد السوفييتي أثراً في انهيار اقتصاد كوريا الشمالية بالإضافة إلى نقص حاد في المواد الأولية و بالتالي توقف البناء.

## المعنى
معنى اسم فندق «ريوغيونغ» هو عاصمة الصفصاف و هو أحد الأسماء التاريخية لمدينة بيونغ يانغ العاصمة.

### التخطيط
بدأ التخطيط لبناء أكبر فندق في العالم في خلال الحرب الباردة كرد على بناء السيغافوريين لأطول فندق للعالم فندق Swissôtel The Stamford في عام 1986. وكان الفندق يبدو مكتمل البناء بسب ارتفاعه الشاهق و لكن في الواقع، تنقصه النوافذ و التجهيزات الداخلية. ثم استئنف البناء عام 2008 تحت إشراف مجموعة أوراسكوم المصرية، و هي شركة لها عدة استثمارات في قطاع الاتصالات و البناء في كوريا الشمالية وقد كان من المتوقع انهاء البناء الخارجي في عام 2010 أما البناء الداخلي و البالغة مساحته 360 ألف متر مربع فمن المتوقع انتهاؤه نهاية عام 2013 أو بعد ذلك.

## معرض الصور

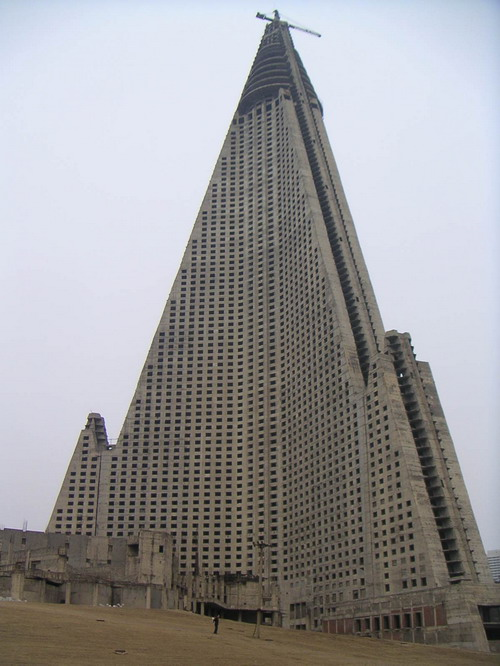
قبل استئناف البناء، مارس 2004
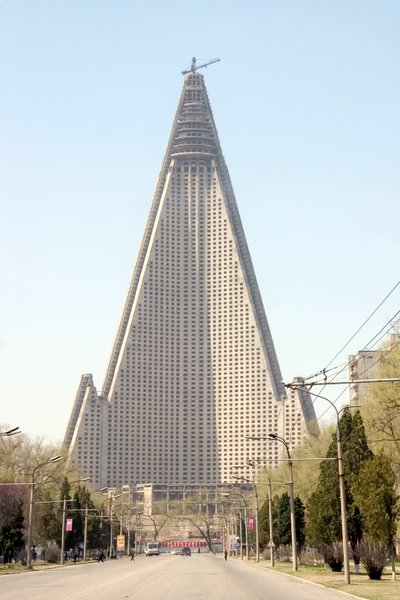
أبريل 2005
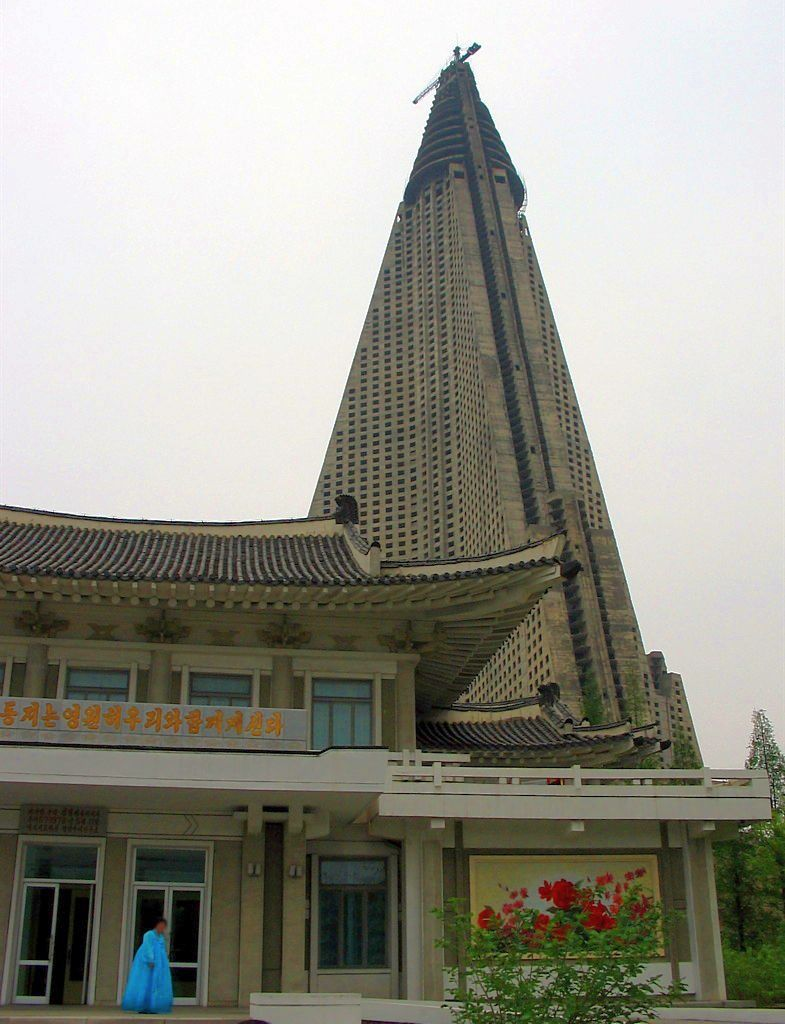
مايو 2005
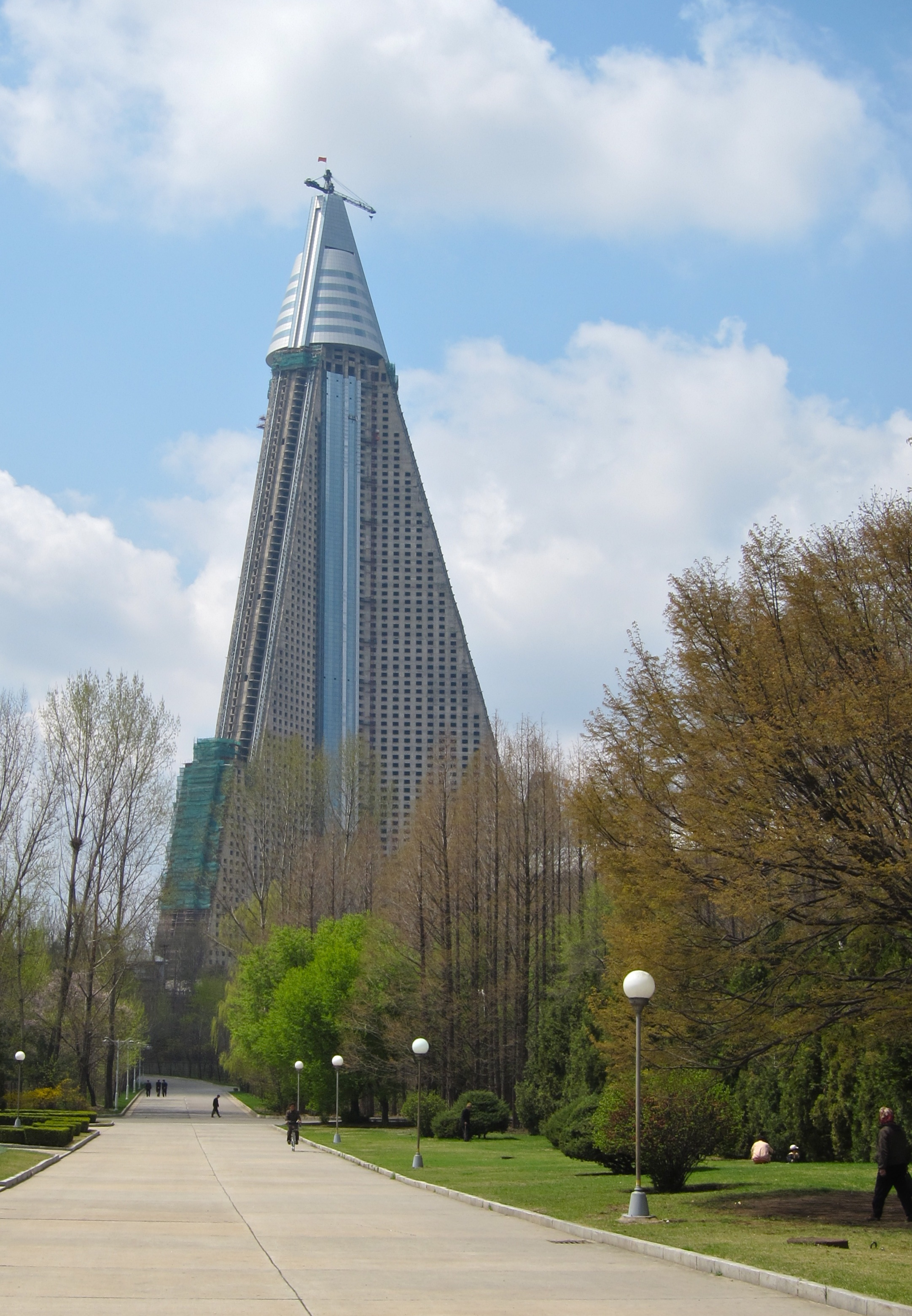
أبريل 29, 2010
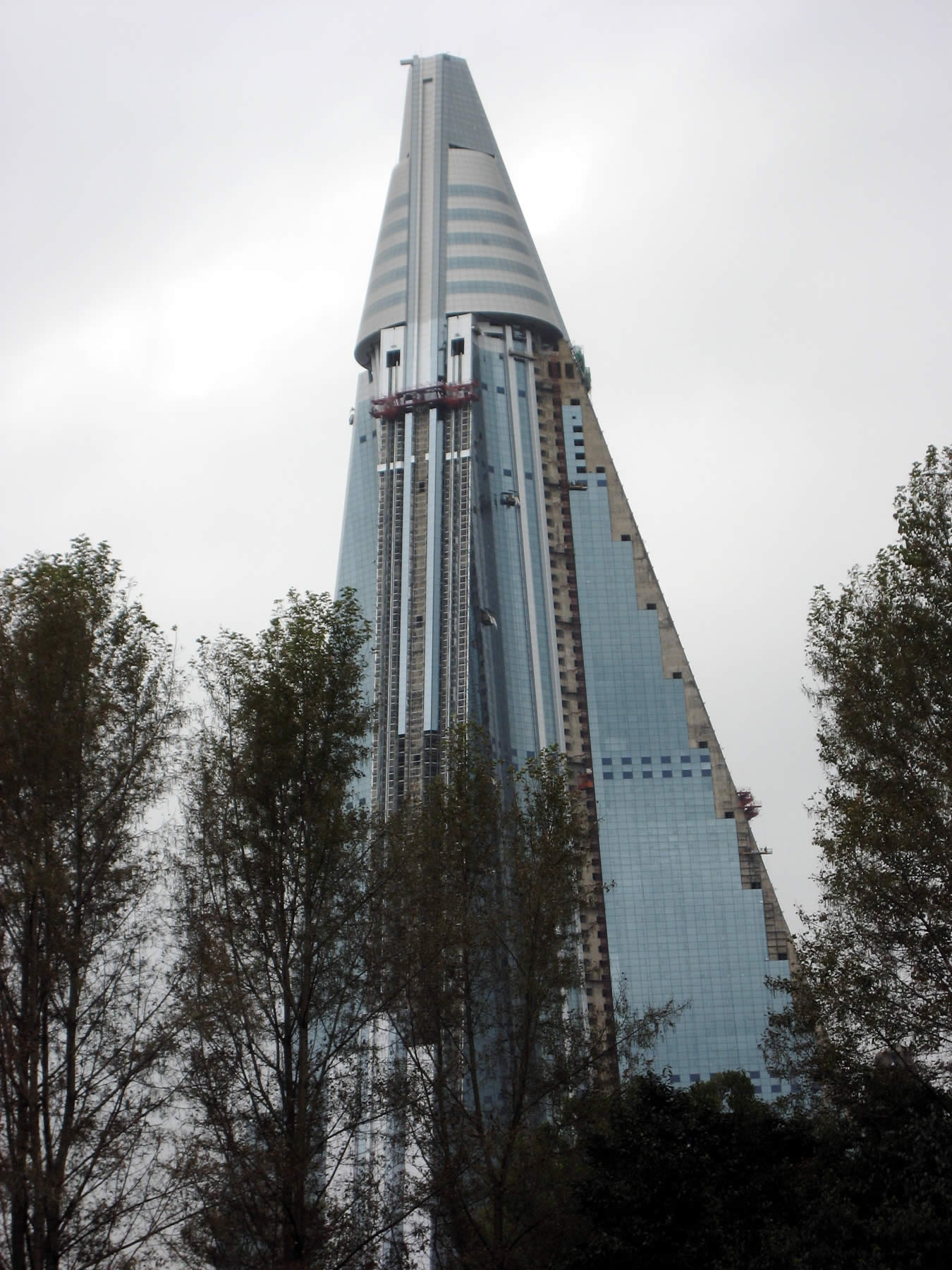
أكتوبر 2010
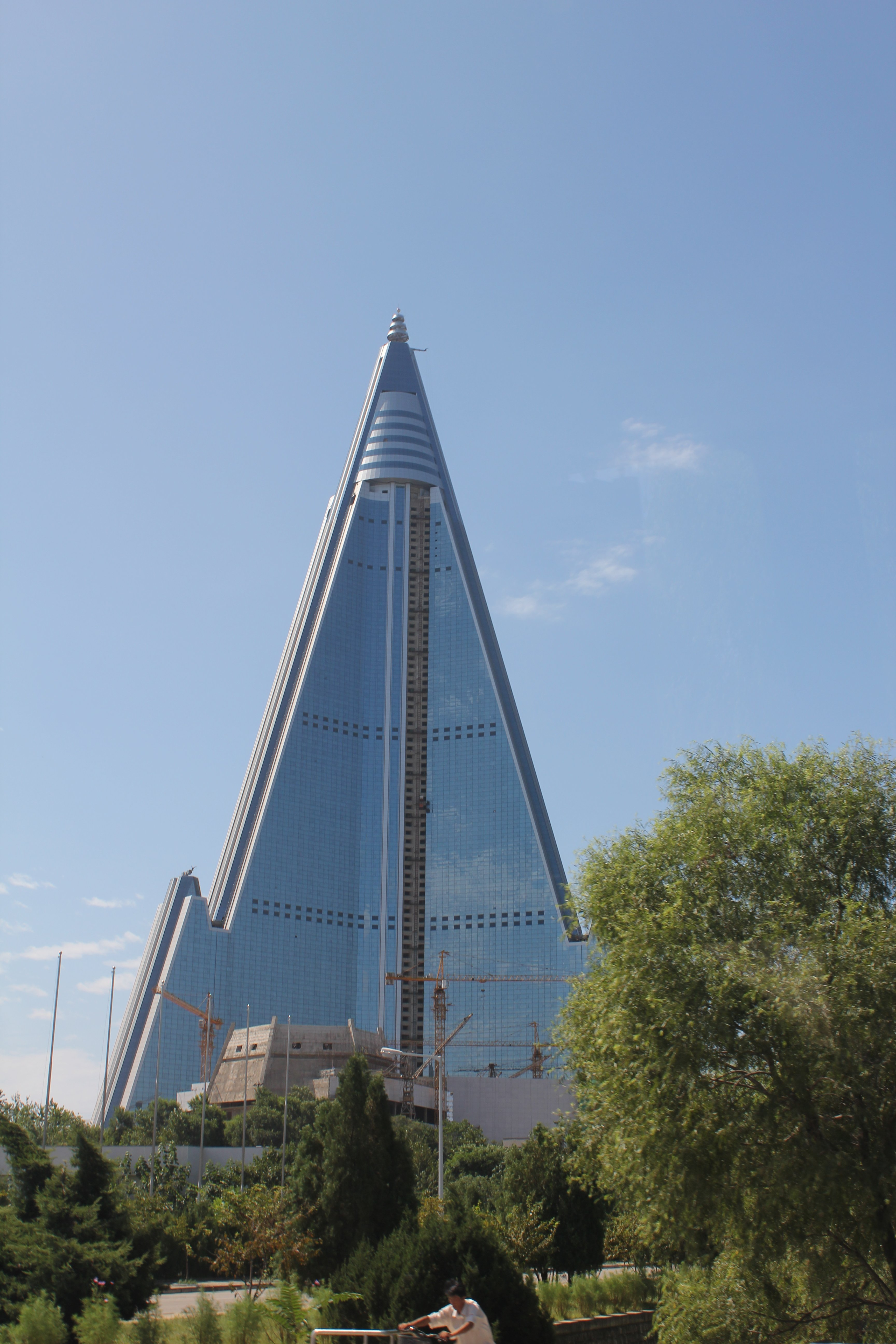
سبتمبر 2011
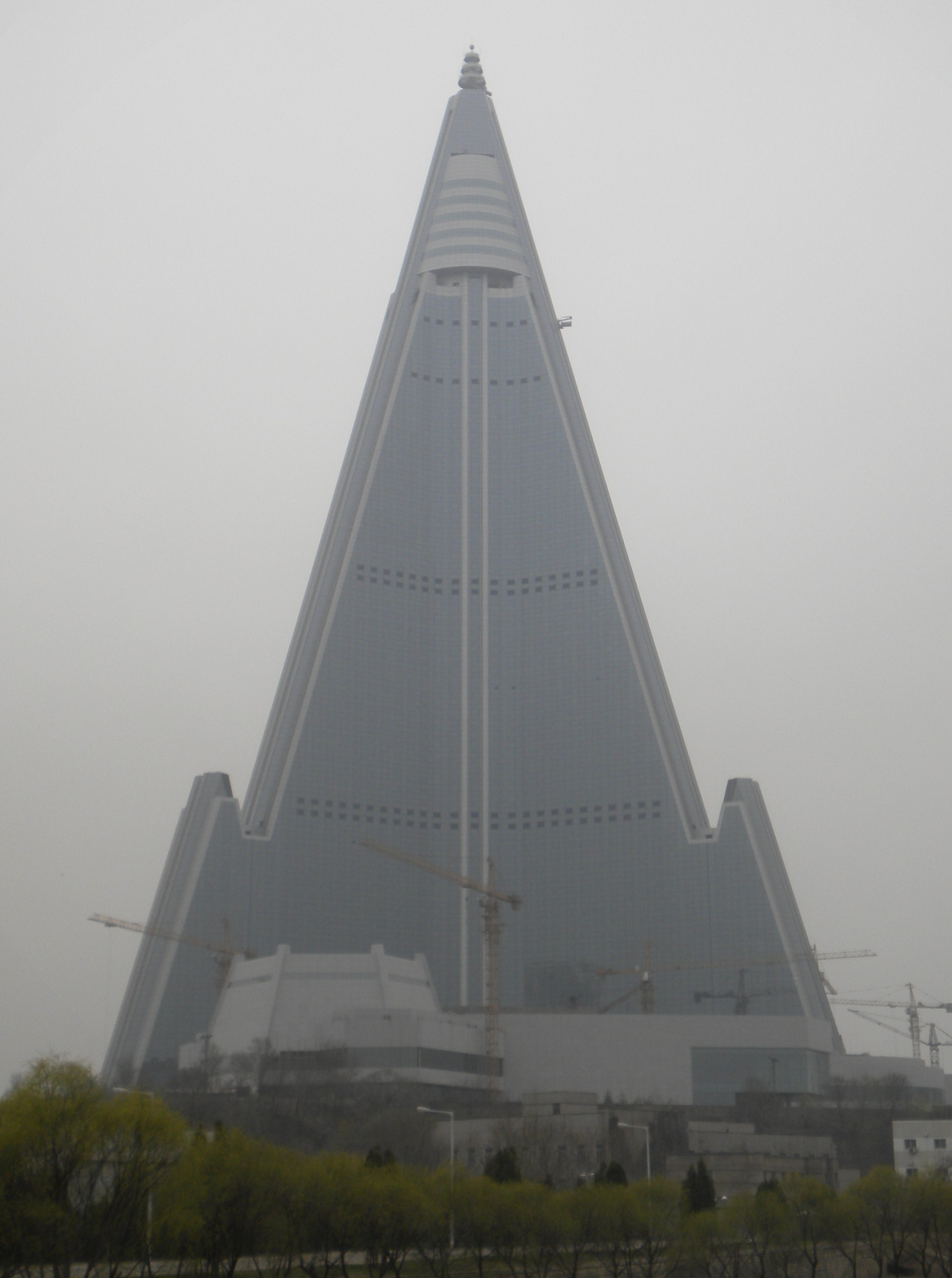
أبريل 2012
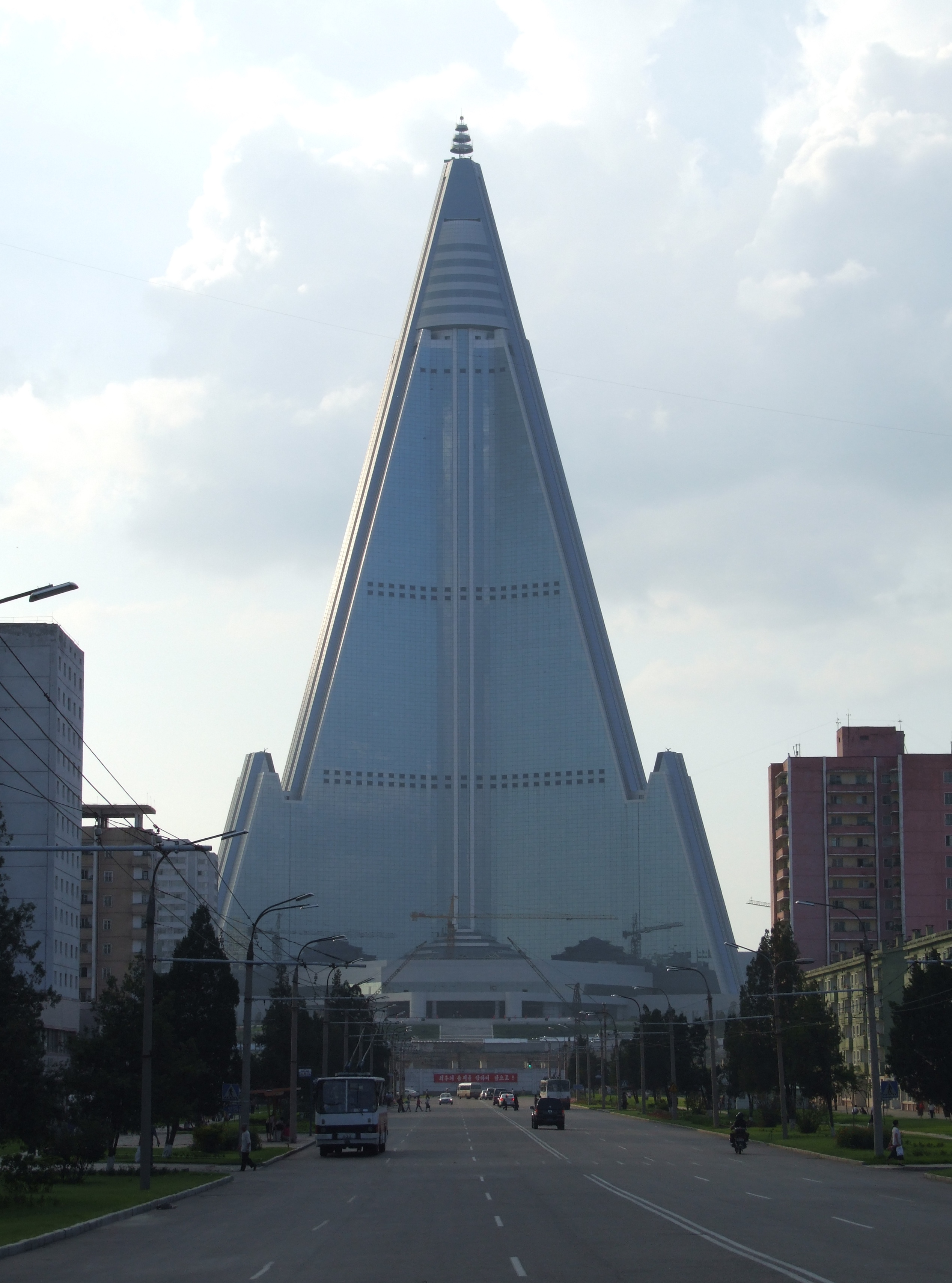
أغسطس 2012